# Контраалт
Контраалтът е женски певчески глас, най-ниската разновидност на алта. Вокални партии за контраалт се срещат предимно в музиката от епохата на барока. Поради припокриващия им се диапазон, често пъти певици с контраалтов глас изпълняват и партии за контратенор. Вокалният диапазон за контраалт е от B2 до C5 (125 - 520 Hz). Срещат се и контраалти с екстремни низини, достигащи ми на голяма октава (E2 = 82 Hz), че и по-ниско.

## Контраалти
- Адел
- Ани Ленъкс
- Глория – бъгларска певица
- Грейс Джоунс
- Даниела Стоичкова – българска народна певица (Кюстендилско)
- Джена – българска певица
- Ейми Макдонълд
- Ейми Уайнхаус
- Камила Трилинг
- Кристина Скабия
- Лиза Жерар
- Лиса Джерард
- Мануела Кустер
- Маргарита Димитрова – българска поп певица от 60-те
- Мариан Андерсън
- Мариана Лютова – българска народна певица
- Недялка Керанова – българска народна певица (Тракия)
- Пинк
- Рийба
- Светлана Ражнатович – сръбска певица
- Стоянка Лалова – българска народна певица (Тракия)
- Трейси Чапман
- Тина Търнър
- Тони Бракстън
- Фиона Епъл
- Христина Лютова – българска народна певица
- Шакира
- Шер
- Юлия Маклийн